# Villa Trento (Dolegnano)
Villa Trento, anche conosciuta come villa dei conti Trento, è una villa veneta settecentesca che sorge a Dolegnano, nel comune di San Giovanni al Natisone (UD) ed è considerata una delle ville friulane più estese e imponenti. Accolse personalità illustri, come Napoleone Bonaparte, Giuseppina di Beauharnais, il re Vittorio Emanuele III e la duchessa Elena d'Aosta. Durante la prima guerra mondiale ospitò la Prima Sezione Ambulanze della Croce Rossa Britannica. Proprio a questa villa e alle vicende che qui si svolsero durante la Grande Guerra si ispirò Ernest Hemingway nella stesura del suo romanzo Addio alle armi.

## Storia

### Le origini
La famiglia Trento trae probabilmente origine dai Sartorelli della Val di Non, in particolare da un tal Giovanni che nel Quattrocento si trasferì a Udine. Suo nipote Antonio nel 1531 venne iscritto all'Elenco del Consiglio Nobile della città. Nel Settecento i Trento estesero il proprio potere nella zona di San Giovanni al Natisone. Andrea Trento (1730-1795) nel 1791 acquistò il feudo della Maserotta a Dolegnano, facendovi subito edificare una villa di campagna, la più elegante della zona. 

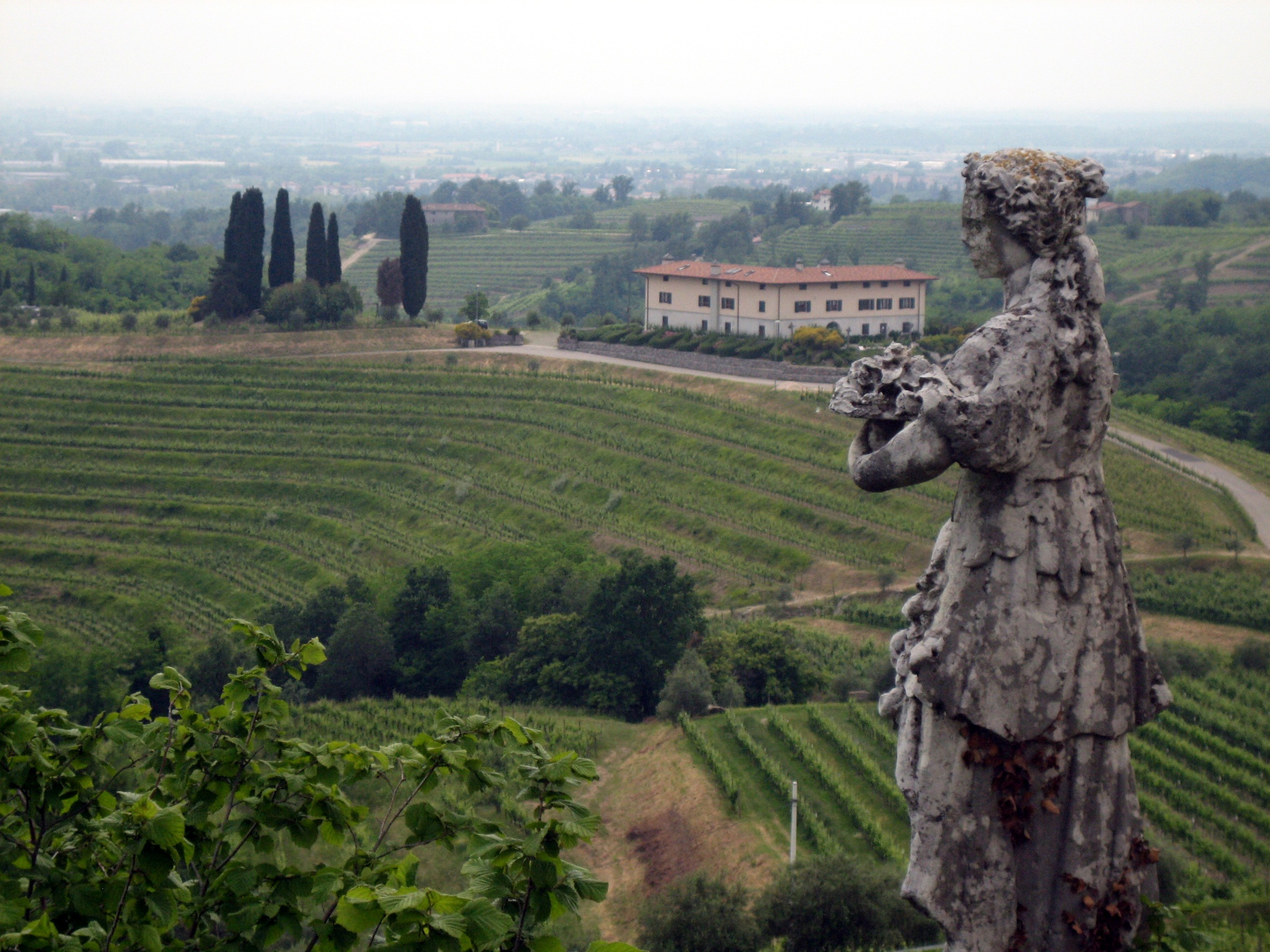
Veduta dei colli dell'Abbazia di Rosazzo retrostanti Villa Trento

Antonio Luigi, figlio di Andrea, ospitò qui Napoleone Bonaparte, la moglie Giuseppina di Beauharnais e il generale Jean-Baptiste Jules Bernadotte. Un nome illustre della casata è quello di Antonio, nipote di Antonio Luigi, che dal giugno 1895 al 1899 fu Sindaco di Udine. Egli fu membro della Società Agraria Friulana e sostenitore della costruzione del ponte sul Natisone a Manzano nel 1878. Sposò la marchesa Carolina Cavalli Cappello e acquisì il lussuoso palazzo Soranzo-Cappello di Venezia, rimasto alla famiglia Trento fino al 1989 e ora sede della Soprintendenza Archeologia, Belle Arti e Paesaggio della città metropolitana di Venezia e delle province di Belluno, Treviso e Padova.
Buona parte dei terreni del paese di Dolegnano e delle colline di Rosazzo, retrostanti la villa, era di proprietà dei conti Trento e gli abitanti furono in gran parte loro coloni fino agli anni '60 del Novecento. Molti furono impiegati nella villa come fattori, ortolani, autisti, cuochi, cantinieri e nella servitù.

### Prima Guerra Mondiale

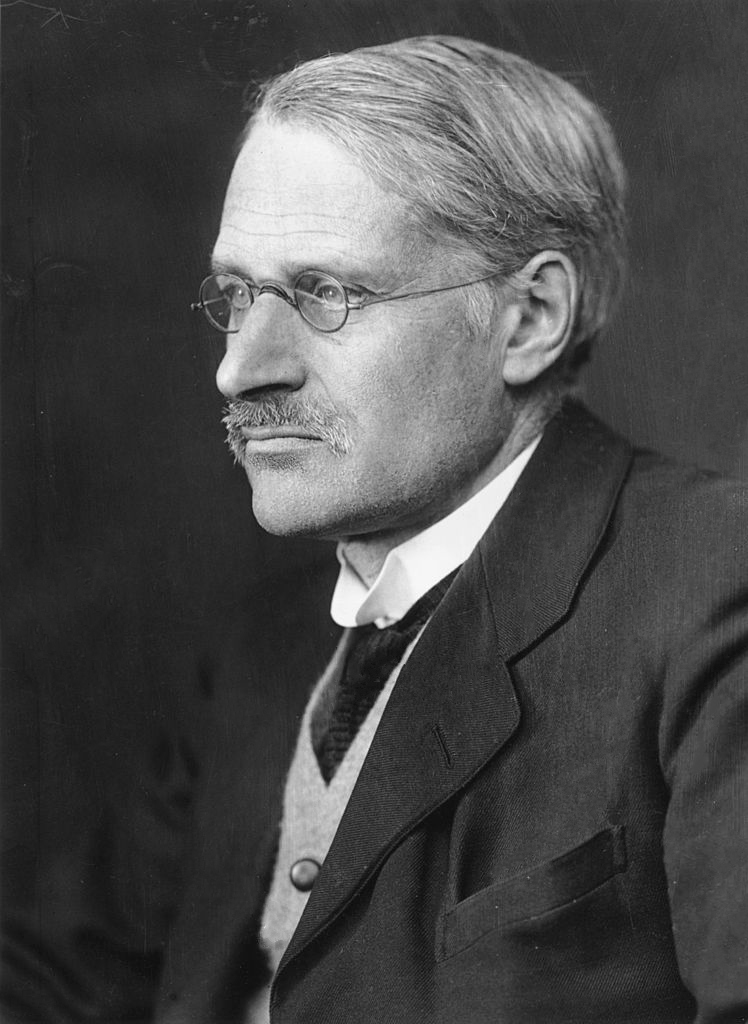
George Macaulay Trevelyan

#### Prima Sezione Ambulanze della British Red Cross
Con l’entrata dell’Italia nel primo conflitto mondiale San Giovanni di Manzano (nome dell'attuale comune di San Giovanni al Natisone, che inglobava anche Corno di Rosazzo) si trovò a ridosso del fronte. Per la sua vicinanza al confine, per l'imponente struttura e per la sua collocazione sulla strada principale da Udine a Gorizia, Villa Trento venne scelta come sede della Prima Sezione Ambulanze della British Red Cross. La costituzione di questo ospedale fu voluta da un gruppo di volontari inglesi: obiettori di coscienza, quaccheri e persone non idonee al servizio militare. Il progetto venne approvato dai rappresentanti del governo italiano e della Croce Rossa Britannica a Roma nel luglio 1915 e finanziato e amministrato dal Comitato Britannico di aiuto dei feriti italiani. Capofila del progetto e direttore della Prima Sezione Ambulanze di Villa Trento fu lo storico inglese, professore al Trinity College di Cambridge, George Macaulay Trevelyan, che nel suo Scenes from Italy's War descrisse la sua esperienza a Villa Trento. 

#### Il personale
Lo staff prese servizio nella VI Armata, guidato da George Trevelyan. A dirigere la struttura ospedaliera venne chiamato George Shelby Brock, dottore presso l'Ambasciata Britannica a Roma, affiancato dall'agosto 1916 dal chirurgo Alexander Ogston, docente all'Università di Aberdeen e noto per aver scoperto lo Straphylococcus aureus. Un altro nome rilevante è quello di Thomas Ashby, archeologo e direttore della British School at Rome, che qui si occupò della guida delle ambulanze e raccolse un archivio fotografico per documentare le attività nella villa. A operare nella Prima Sezione furono anche Philip Noel-Baker, l'unica persona al mondo ad aver vinto una medaglia olimpica e un Premio Nobel per la pace, e Victor Silvester, che in seguito divenne ballerino e conduttore televisivo. Il personale contava quarantacinque membri, provenienti prevalentemente dal Regno Unito e dalle sue colonie. A questi vennero affiancati tre dottori, un ufficiale farmacista e un cappellano militare italiani. Gli addetti alle lavanderie e alle cucine erano, invece, abitanti della zona.

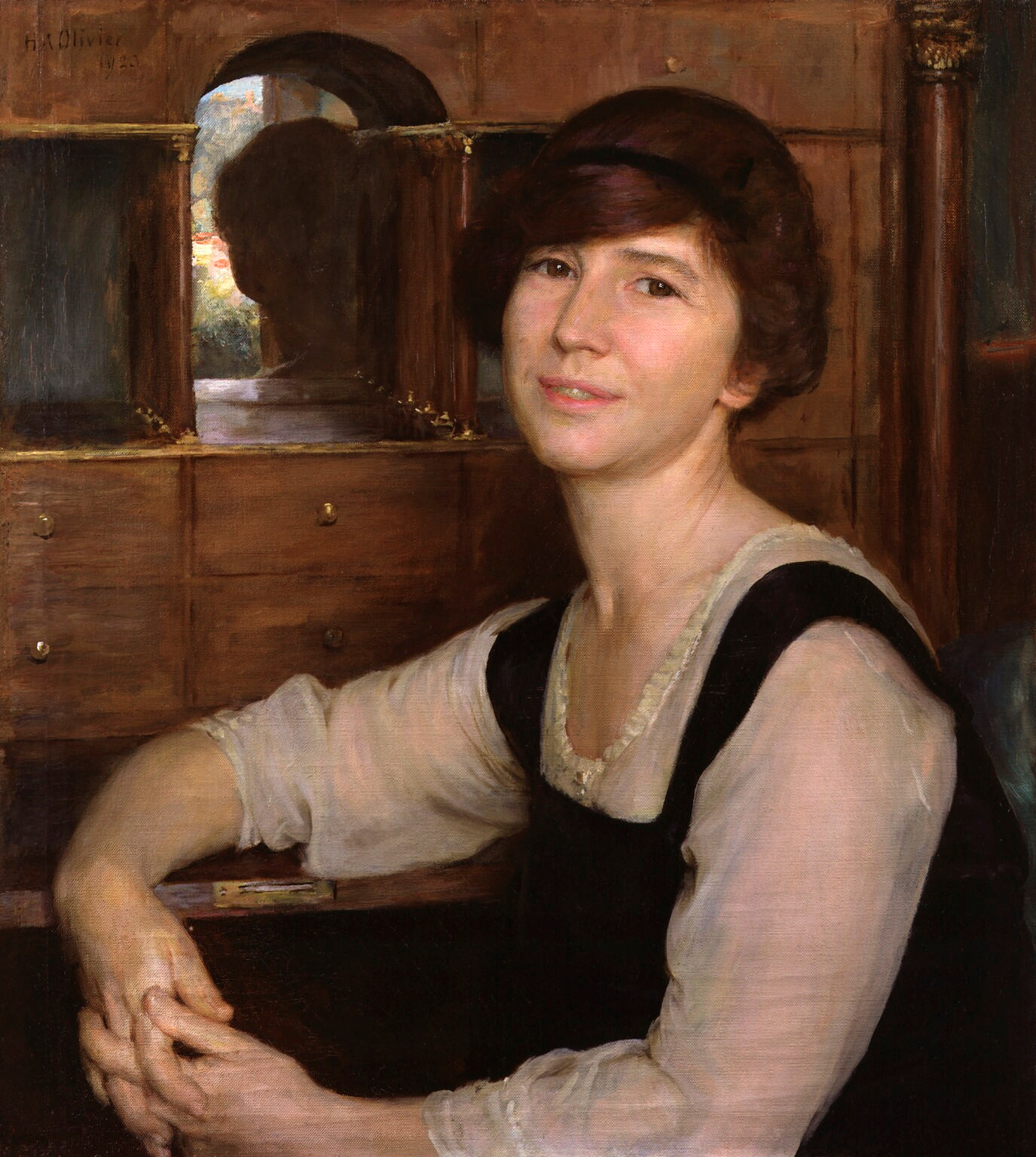
Freya Stark

Un ruolo di spicco venne svolto dalle infermiere volontarie, dette V.A.D., sigla di Voluntary Aid Detachment, il Corpo d'aiuto volontario femminile inglese creato prima dello scoppio della guerra. A Villa Trento operò una V.A.D. che sarebbe poi divenuta piuttosto famosa: Freya Stark, scrittrice ed esploratrice del Medio Oriente. È grazie al suo diario che possiamo conoscere le condizioni di vita e di lavoro delle infermiere a Villa Trento.

#### Le ambulanze e l'ospedale
La dotazione era costituita da venti ambulanze che operavano tra l'Alto Isonzo e il Goriziano e trasportavano i malati e feriti all'ospedale di Cormons e a Villa Trento. I trasporti effettuati furono 177.522, coprendo un totale di 1.319.316 km. Il chirurgo Alexander Ogston elogiò l'adattamento dei locali della villa alle finalità ospedaliere e l'eccellenza di alcuni reparti. Tra le varie dotazioni spiccava un macchinario a raggi X, per il quale egli fece costruire un edificio apposito. Gli interni della villa vennero convertiti in tre grandi padiglioni che ospitavano fino a 180 letti. Il reparto Aosta ne conteneva 36, il padiglione Garibaldi accoglieva i casi gravi, mentre il Vittorio i malati in isolamento. In altri locali vennero ricavate una sala chirurgica, una di medicazione e una farmacia, oltre alla già menzionata sala radiologica. All'esterno gli annessi vennero convertiti a deposito per autovetture, rimessa per le ambulanze e officina meccanica. Era presente anche una sezione ambulatoriale dove i soldati potevano recarsi quotidianamente per farsi visitare da uno dei medici italiani.
I pazienti ospitati nella villa potevano essere poche decine nei momenti di sospensione dei combattimenti, mentre salivano fino a duecento durante le principali offensive. I reparti non erano sufficienti a ospitarli tutti, quindi alcuni malati venivano collocati nel parco e sotto le tettoie. A Villa Trento vennero curati in tutto 3.000 soldati ed effettuati 2.000 interventi chirurgici. I pazienti ritenevano generalmente molto buona la propria permanenza in questo ospedale, tanto che alcuni, al momento della dimissione, "levavano alte voci e piangevano".

#### Lo svago e le visite
L'ospedale non fu solamente un luogo di cura. Durante le pause e nei periodi di calma lo staff si riuniva nel salone centrale per suonare, dipingere, leggere poesie e allestire spettacoli teatrali. Il fervore culturale fu molto, date le grandi personalità che operarono in questa equipe e l'atmosfera era talmente piacevole che Villa Trento venne definita "un'oasi di serenità e cultura" da alcuni visitatori. Durante l'estate il personale era solito trascorrere il tempo libero nel parco organizzando tea parties e discutendo dei fatti del giorno. Qui si tenevano delle celebrazioni religiose, alle quali partecipavano anche gli abitanti del paese. L'occasione più speciale era il Natale, quando il personale allestì dei musical e dei concerti, venne organizzata una festa per i bambini del luogo e addobbato un gigantesco albero di Natale, il primo visto in paese.
Durante la guerra la villa ospitò molte personalità illustri. Frequenti erano le visite della duchessa Elena d'Aosta, ispettrice generale delle infermiere volontarie della Croce Rossa Italiana, che lodò la pulizia, l'organizzazione e soprattutto il vitto di Villa Trento, di qualità e quantità superiore a qualsiasi ospedale militare italiano. Altri ospiti d'eccezione furono il generale Luigi Capello, comandante della II Armata, e il duca Emanuele Filiberto d'Aosta, comandante della III Armata, ma la personalità più illustre dell'epoca che varcò questa soglia fu il re Vittorio Emanuele III, insieme alla moglie Elena del Montenegro.

#### La rotta di Caporetto
Il 24 ottobre 1917, dopo lo sfondamento del fronte a Caporetto, iniziò la processione di soldati italiani, ambulanze e civili davanti alla villa, ubicata sulla via più diretta per Udine. Le Sezioni britanniche del Goriziano vennero abbandonate e i volontari inglesi si radunarono a Villa Trento. Quindi il 28 ottobre Trevelyan diede l'ordine di evacuazione per i conducenti e le infermiere, ma anche il resto del personale fu costretto a scappare la mattina seguente, in seguito all'esplosione di un deposito di cartucce, ritirandosi fino a Padova. Subito le infermiere vennero rispedite nel Regno Unito, mentre Trevelyan riorganizzò la Prima Sezione di ambulanze a Mantova, poi spostata ad Abano e quindi divisa tra Schio e il Basso Piave.
Durante la rotta di Caporetto le truppe austro-ungariche occuparono Dolegnano e saccheggiarono molte abitazioni, tra cui questa villa. Il 6 novembre 1918 Trevelyan tornò a Villa Trento, che appariva irriconoscibile: immondizie e avanzi erano stati lasciati dai militari e all'esterno giacevano cinque cannoni austriaci.

### Epoca contemporanea
Negli anni Venti i due eredi dei conti Trento, Carlo (1867-1938) e Francesco (1883-1956) si impegnarono nella cura dell'azienda agricola di famiglia, dedicandosi in particolare alla produzione di vino pregiato e alla sua vendita. Inoltre in quel periodo a Villa Trento venne aperta una distilleria per la produzione di grappa e cognac. Francesco nel 1924 sposò Paola Slokar di Gorizia e dal matrimonio nacquero Carolina (1925-1984) e Antonio (1926-1968), ingegnere. Nel 1968 Antonio si congiunse con la contessa Sigrid Hensel, dando alla luce l'ultima erede della famiglia, Marina. 
Nella seconda guerra mondiale Villa Trento fu sede di un comando tedesco. Durante il conflitto gli alberi del parco e gli interni subirono dei danni gravi e la villa venne saccheggiata. Alcuni arredi vennero distrutti, come parte del patrimonio archivistico e una collezione di 150 opere d’arte. Anche la cappella privata, utilizzata per le cerimonie religiose, venne danneggiata, insieme alla campana che annunciava la fine dell'orario lavorativo. 
Villa Trento è stata vincolata dal MiBAC con decreto del 06/10/1986. È attualmente di proprietà della famiglia Trento e utilizzata a fini abitativi.

## Descrizione

### Esterni
Il corpo centrale a tre piani è circondato da due ali asimmetriche a due piani, della stessa lunghezza, che racchiudono il cortile d'onore. Il corpo centrale è a pianta rettangolare, sormontato da un tetto a padiglione. Le finestre presentano architravi a timpano e a lunetta. Sulla facciata, al primo piano, si apre una porta finestra con balaustra sormontata da un arco a tutto sesto. 
Il cortile d'onore è delimitato sul lato frontale da un fossato e da un muro basso. Qui si apriva un portone, ai lati del quale si ergevano due statue settecentesche. All'interno del cortile sono collocate una peschiera, un pozzo circolare, un laghetto e dei canali artificiali. Nel parco sorgono vari annessi e fabbricati di servizio, tra cui una cappella privata, una cantina e una distilleria, non più in uso.
Sul retro si apre un enorme parco che giunge fino ai piedi delle colline retrostanti, un tempo solcato da vialetti ghiaiosi e abbellito da giganteschi pini e noccioli.Oltre la strada principale si apre un'altra proprietà dei conti Trento, la cosiddetta braide siarade, cioè un brolo chiuso da un'alta muraglia merlata. Qui venivano coltivati alberi da frutto, frumento, viti e ortaggi. Negli ultimi decenni attorno alla villa è cresciuta una fitta boscaglia che ne impedisce la visione dalla strada.

### Interni
Il complesso comprende 40 stanze e si sviluppa su una superficie di circa 1.700 mq. Il cuore dell'abitazione è il salone centrale, circondato da quattro salottini adiacenti. Inoltre su ogni lato si apre un ulteriore salone, affiancato da un paio di locali. Il salone centrale è decorato con stucchi e affreschi che rappresentano panorami idilliaci di stile neoclassico. Qui era contenuta un'importante quadreria con più di cinquanta dipinti di scuole diverse, dal XIV al XX secolo, ritratti di famiglia e una notevole collezione di stampe in bianco e nero e a colori. Un'altra stanza di rilievo è il salottino d’inverno, che ospita un elegante caminetto, un grande specchio ottocentesco e mobili di pregio. 
La villa è ritenuta "una delle più significative testimonianze presenti in regione di villa veneta protosettecentesca".

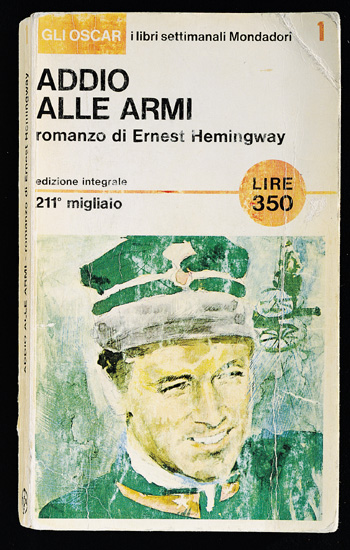
Copertina dell'edizione italiana di Addio alle armi

## Villa Trento nella letteratura
Le vicende svoltesi a Villa Trento durante la Prima Guerra Mondiale sono divenute fonte d'ispirazione per il romanzo Addio alle Armi di Ernest Hemingway, scritto nel 1929 e tradotto in italiano nel 1946. Le azioni descritte nella parte iniziale del libro sono ambientate in Friuli, fino alla ritirata di Caporetto. All'epoca Hemingway si trovava ancora negli Stati Uniti, ma giunse sul fronte italiano nel giugno 1918, come autista del Servizio Ambulanze della Croce Rossa Americana nella zona di Schio. È proprio qui che, dopo la rotta di Caporetto, si era trasferita la Prima Sezione della Croce Rossa Britannica, diretta da George Trevelyan. Dal suo resoconto Hemingway trasse spunti per molti dettagli di Addio alle armi. In particolare, la villa in cui è collocato l'ospedale inglese in cui opera Catherine Barkley, l'infermiera di cui si innamora il protagonista, è stata identificata con Villa Trento, così come descritta da Trevelyan.
Nel giugno 1986, in occasione della Seconda Conferenza Internazionale della Hemingway Society, a Villa Trento vennero allestiti alcuni padiglioni della British Red Cross. Quello fu l'ultimo evento pubblico tenutosi in questo edificio.